# 東京汐留大廈
東京汐留大廈（日语：／）是東京都港區汐留地區的摩天大樓。

## 概要
東京汐留大廈是商店、辦公、飯店複合式大廈，所有者為森信託與住友不動產。

## 交通方式
- 都營大江戶線、新交通百合鷗號 - 汐留站直通
- JR各線、都營淺草線、東京地下鐵銀座線 - 新橋站步行6分

## 入駐單位

### 商店
- 地下2樓至地上2樓是巴而可營運的Pedi汐留。
  - 星巴克
  - EXCELSIOR CAFFE（日语：エクセルシオール カフェ）
  - Saint Marc Cafe（日语：サンマルク）
  - 大戶屋（日语：大戸屋ホールディングス）
  - Famima!!（ファミマ!!）
  - 汐留Drug（日语：山田薬品）

### 辦公室
- 3樓至26樓是辦公樓層，由軟銀集團入駐。
  - 軟銀集團本社
  - 軟體銀行本社

### 飯店
- 28層至37層是希爾頓酒店集團高級品牌東京康萊德酒店（日语：コンラッド東京）。
- 2006年度好設計獎得主。[1]
- 中華餐廳「中國藍」連六年獲「米其林指南」一星級評級。[2]
- 法國餐廳「cerise」連兩年獲「米其林指南」一星級評級。[2]

## 備註
1. ↑  .   [2015-10-11]. （原始内容存档于2016-03-04）.
2. 1 2  コンラッド東京について 的存檔，存档日期2015-10-09.

## 外部連結
- 森信託
- 住友不動產
- Pedi汐留 （页面存档备份，存于）
- 東京康萊德酒店 （页面存档备份，存于）